# 檬子乡
檬子乡，是中华人民共和国四川省广元市旺苍县下辖的一个乡镇级行政单位。

## 行政区划
檬子乡下辖以下地区：
水帘村、黎明村、店坪村、柏杨村、钟岭村和田梁村。